# خانه دمساز (اراک)
خانه دمساز اراک مربوط به دوره قاجار است و در اراک، مجموعه بازار، گذر سپهدار واقع شده و این اثر در تاریخ ۲۵ خرداد ۱۳۸۱ با شمارهٔ ثبت ۵۸۰۵ به‌عنوان یکی از آثار ملی ایران به ثبت رسیده است.